# 595
595 је била проста година.

## Догађаји
- Балканска кампања: Византијска помоћна снага под Приском маршира уз реку Дунав дуж јужне обале до Нове (модерна Бугарска). Град-тврђаву Сингидунум (Београд) освајају Авари и Словени, а након приближавања Византинаца напуштају. Повлаче и крећу у Далмацију.
- Октобар – умире краљ Чилдеберт II; његова мајка Брунхилда покушава да влада Аустразијом и Бургундијом, као регент за своје унуке. Наследила су га његова два млада сина, Теудеберт II и Теудерик II.
- Лангобарди су опљачкали град Терачина (Средња Италија). Након што су освојили још градова, Терачина остаје важно војно упориште Византијског царства.
- Након Еуинове смрти, Гаидоалд постаје војвода од Трента (Северна Италија).
- Пролеће – Цар Венди наређује конфискацију и уништавање приватног оружја; он изузима пограничне покрајине из овог едикта.
- Супратиститаварман је наследио свог оца Суститавармана, као краљ династије Варман у Асаму (североисточна Индија).
- Почиње изградња моста Зхаозхоу („Мост безбедног прелаза“) у провинцији Хебеи, за време династије Суи (Кина).
- Јун – Папа Гргур I шаље групу бенедиктинских монаха под командом Августина Кентерберијског у мисију у Британију, да христијанизују краља Етелберта и преобрате Краљевину Кент од домородачког англосаксонског паганизма.
- 2. септембар – Јован Посник, патријарх цариградски, умире после 13-годишњег епископства у коме је посредовао у споровима између Православне цркве и монофизита.
- Мухамед, исламски пророк, упознаје и жени Хатиџу. Она је 40-годишња удовица и 15 година старија од њега. Подржани Хатиџиним богатством, они формирају успешно трговачко партнерство.